# تلفيف لساني

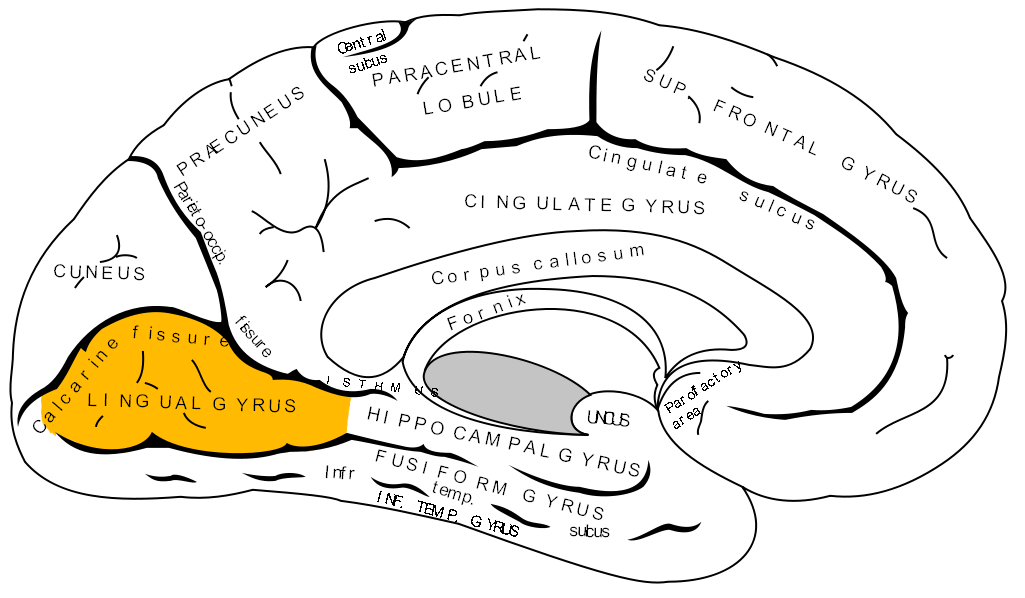
موقع التلفيف اللساني

التلفيف اللساني  (والذي يعرف بالتسمية العلمية اللاتينية occipitotemporal gyrus) هو تلفيف يوجد في الفص القفوي للدماغ، وله شكل متطاول يشبه اللسان، ومن هنا أتت التسمية.
يرتبط التلفيف اللساني وظيفياً بالرؤية المعالجة للمعلومات، مثل قراءة الرسائل؛ كما يعتقد أيضاً أن له دوراً في تحليل الظروف والشروط المنطقية (مثل التتبع المنطقي للأحداث) وكذلك في تشفير الذاكرة البصرية.

## معرض صور

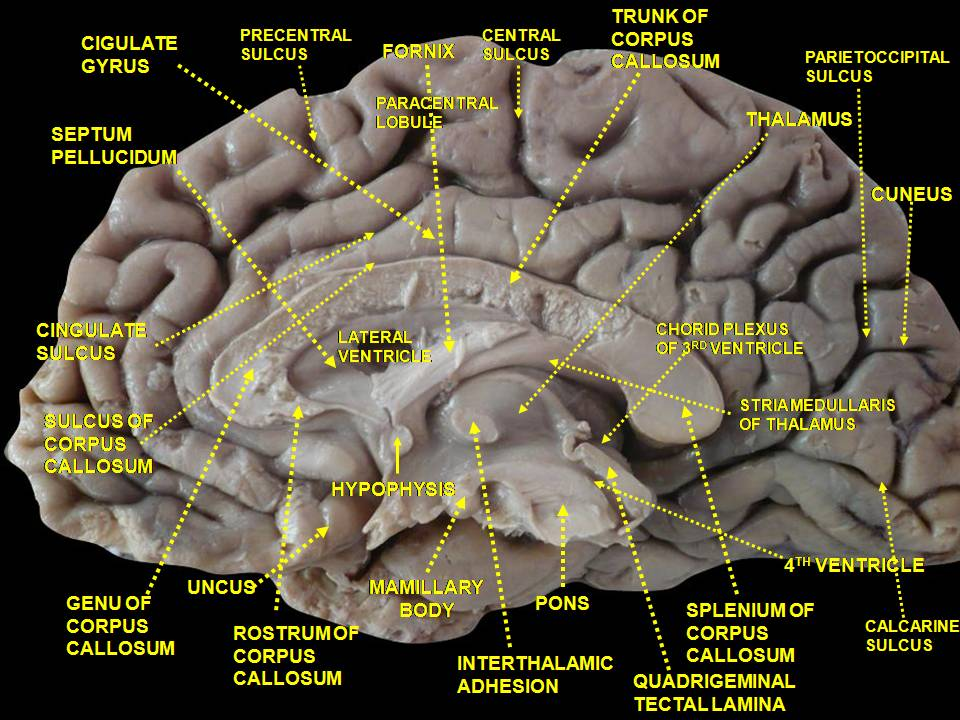
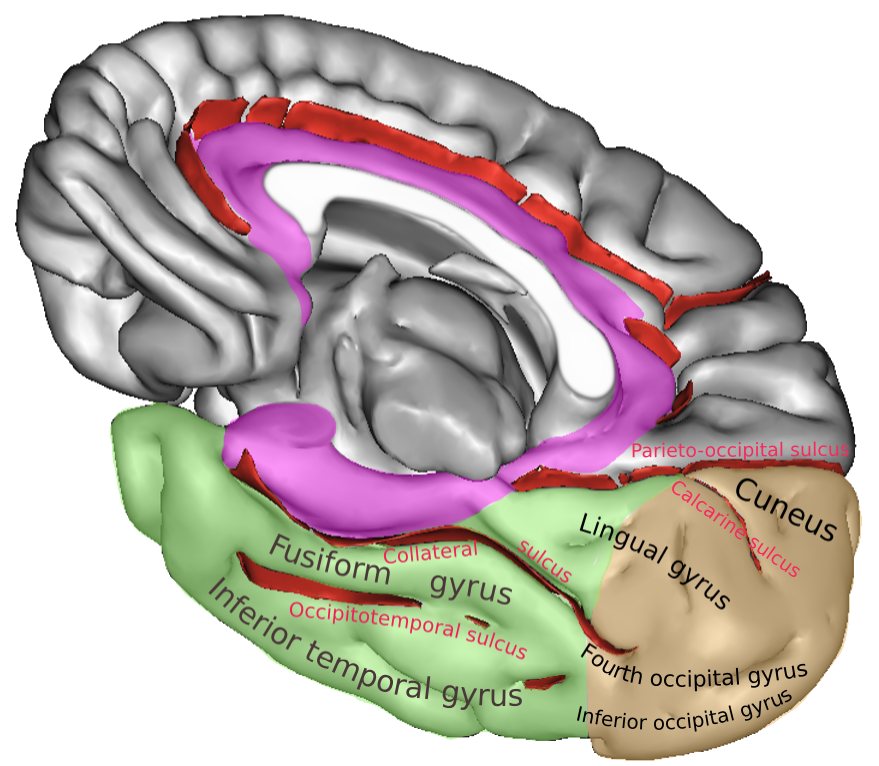